# Kim Astrup
Kim Astrup Sørensen (* 6. März 1992 in Herning) ist ein dänischer Badmintonspieler. 

## Karriere
Kim Astrup wurde bei der Badminton-Juniorenweltmeisterschaft 2010 Dritter, bei der Junioreneuropameisterschaft des Folgejahres gewann er das Mixed und wurde – zusammen mit Rasmus Fladberg – Halbfinalist im Herrendoppel. Gewinnen konnte er 2011 auch die Swedish International Stockholm, die Croatian International und bei den Scottish Open den Mixed-Wettbewerb zusammen mit Line Kjærsfeldt. Mit seinem Partner Anders Skaarup Rasmussen gewann er 2015 die Swedish Masters, 2016 die Swiss Open und 2017 die German Open im Herrendoppel. Bei den European Championships 2018 der Badminton World Federation gewannen beide das Endspiel mit 21:15 gegen Mads Conrad-Petersen und Mads Pieler Kolding im Herrendoppel.